# العلاقات المغربية السلوفينية
العلاقات المغربية السلوفينية هي العلاقات الثنائية التي تجمع بين المغرب وسلوفينيا.

## دعم مبادرة الحكم الذاتي
في إطار الدينامية الأوروبية و الدولية الداعمة لمبادرة الحكم الذاتي و سيادة المغرب على صحرائه، وعقب المباحثات التي جرت، يوم الثلاثاء 11 يونيو 2024 بالرباط، بين وزيرة الشؤون الخارجية والأوروبية بجمهورية سلوفينيا، تانيا فاجون ونظيرها المغربي ناصر بوريطة، عبرت سلوفينيا عن دعمها لمبادرة الحكم الذاتي المغربي باعتباره أساسا جيدا للتوصل إلى تسوية نهائية ومتوافق عليها للنزاع الإقليمي حول الصحراء المغربية، تحت إشراف الأمين العام للأمم المتحدة ومبعوثه الشخصي، كما أشادت بجهود المغرب الجادة وذات المصداقية من أجل التوصل إلى حل سياسي، وواقعي، وعملي، ودائم، ومقبول من لدن الأطراف، يقوم على التوافق، لقضية الصحراء المغربية.
وتجدر الإشارة إلى أن هذا الدعم الذي تم تجديده سنة 2025، يأتي انسجاما مع الدينامية الدولية الأخيرة التي أبرزها القرار 2756 لمجلس الأمن التابع للأمم المتحدة، و الذي دعا إلى استثمار هذا الزخم للوصول إلى تسوية سياسية دائمة.

## مقارنة بين البلدين
هذه مقارنة عامة ومرجعية للدولتين:
| وجه المقارنة                                              | المغرب                                 | سلوفينيا                                                      |
| --------------------------------------------------------- | -------------------------------------- | ------------------------------------------------------------- |
| المساحة (كم2)                                             | 710.85 ألف                             | 20.27 ألف                                                     |
| عدد السكان (نسمة)                                         | 36.07 مليون                            | 2.07 مليون                                                    |
| الكثافة السكانية (ن./كم²)                                 | 50.74                                  | 102.12                                                        |
| العاصمة                                                   | الرباط                                 | ليوبليانا                                                     |
| اللغة الرسمية                                             | اللغة العربية، أمازيغية معيارية مغربية | اللغة السلوفينية، اللغة الإيطالية، لغة مجرية                  |
| العملة                                                    | درهم مغربي                             | يورو، تولار سلوفيني                                           |
| الناتج المحلي الإجمالي (بليون دولار)                      | 109.14 مليار                           | 48.77 مليار                                                   |
| الناتج المحلي الإجمالي (تعادل القوة الشرائية) بليون دولار | 274.06 مليار                           | 66.01 مليار                                                   |
| الناتج المحلي الإجمالي الاسمي للفرد دولار أمريكي          | 2.88 ألف                               | 20.73 ألف                                                     |
| الناتج المحلي الإجمالي للفرد دولار أمريكي                 | 7.49 ألف                               | 30.40 ألف                                                     |
| مؤشر التنمية البشرية                                      | 0.628                                  | 0.880                                                         |
| رمز المكالمات الدولي                                      | +212                                   | +386                                                          |
| رمز الإنترنت                                              | .ma                                    | .si                                                           |
| المنطقة الزمنية                                           | ت ع م+01:00                            | توقيت وسط أوروبا، ت ع م+01:00، ت ع م+02:00، أوروبا/ليوبليانا ‏ |

## منظمات دولية مشتركة
يشترك البلدان في عضوية مجموعة من المنظمات الدولية، منها:
| علم المنظمة | اسم المنظمة                               | تاريخ انضمام المغرب | تاريخ انضمام سلوفينيا |
| ----------- | ----------------------------------------- | ------------------- | --------------------- |
|             | مؤسسة التنمية الدولية                     | 29 ديسمبر 1960      | 25 فبراير 1993        |
|             | يونسكو                                    | 7 نوفمبر 1956       | 27 مايو 1992          |
|             | وكالة ضمان الاستثمار متعدد الأطراف        | 17 سبتمبر 1992      | 19 مارس 1993          |
|             | الأمم المتحدة                             | 12 نوفمبر 1956      | 22 مايو 1992          |
|             | الفريق المعني برصد الأرض                  | ?                   | ?                     |
|             | الاتحاد البريدي العالمي                   | ?                   | ?                     |
|             | البنك الدولي للإنشاء والتعمير             | 25 أبريل 1958       | 25 فبراير 1993        |
|             | المنظمة الهيدروغرافية الدولية             | ?                   | ?                     |
|             | الاتحاد الدولي للاتصالات                  | 1 نوفمبر 1956       | 16 يونيو 1992         |
|             | منظمة حظر الأسلحة الكيميائية              | ?                   | ?                     |
|             | مؤسسة التمويل الدولية                     | 30 أغسطس 1962       | 25 فبراير 1993        |
|             | المركز الدولي لتسوية المنازعات الاستشارية | 10 يونيو 1967       | 6 أبريل 1994          |
|             | منظمة التجارة العالمية                    | 1995                | ?                     |
|             | منظمة الشرطة الجنائية الدولية             | ?                   | ?                     |

## وصلات خارجية
- موقع وزارة الخارجية المغربية
- موقع وزارة الخارجية السلوفينية